# En línea
El término en línea (a veces referido mediante el anglicismo online) hace referencia al estado activo de conectividad en internet. Se opone al término fuera de línea (en inglés offline), que indica un estado de desconexión. El concepto se utiliza en el ámbito de la informática para nombrar a algo que está conectado o a alguien que está haciendo uso de una red (generalmente, Internet).
Existen algunos significados más específicos de «en línea»:
- En un sistema para la ejecución de una tarea en particular, se dice que un elemento del sistema está en línea si está operativo.
- En telecomunicación, el término tiene otro significado muy específico. Un aparato asociado a un sistema está en línea si se encuentra bajo control directo del mismo, esto es, si se encuentra disponible para su uso inmediato por parte del sistema, sin intervención humana, pero que no puede operar de modo independiente del sistema.